# Torre Annunziata
Torre Annunziata (phát âm tiếng Ý: [ˈtorre annunˈtsjaːta]; tiếng Napoli: Torr'Annunziata) là một thành phố và thị xã thuộc tỉnh Napoli, vùng Campania, Ý. Thành phố này nằm bên vịnh Napoli dưới chân núi Vesuvius. Thành phố bị phá hủy trong đợt núi lửa Vesuvius phun trào vào năm 79 và năm 1631. Theo phương ngữ Napoli, thành phố được gọi là Torre Nunziata.

## Kinh tế
Thành phố Torre Annunziata là địa điểm quan trọng của nghề làm đồ sắt (Deriver, Dalmine), nghề chế biến thực phẩm và kỹ nghệ làm bột dẻo (nay còn hãng Pasta Setaro). Ngày nay các công nghiệp này vẫn hoạt động, kể cả nghề hàng hải, vũ trang và dược phẩm.
Mặc dù có vị trí thuận lợi, nhìn ra vịnh Napoli, các bãi biển cát đen do núi lửa phun ra và ngôi biệt thự kỳ diệu Villa Poppaea, Torre Annunziata ít được du khách tới thăm, vì họ sợ thành phố có liên hệ tới tổ chức Camorra (1 tổ chức tội phạm giống như mafia), và tiếng xấu là trung tâm của sự tống tiền, giết người, buôn bán ma túy và hối lộ.

## Di chỉ khảo cổ
Trên Tabula Peutingeriana (bản đồ các tuyến đường và thành phố chính của Đế quốc La Mã), Torre Annunziata được gọi là Oplontis.
Từ năm 1964 tới năm 1984, trên lãnh thổ thị xã này, người ta đã phát hiện một biệt thự tráng lệ được xây từ thế kỷ thứ nhất trước Công nguyên, dường như thuộc gia tộc Poppaea, và có thể thuộc Poppaea Sabina - hoàng hậu thứ hai của hoàng đế Nero - được gọi là Villa Poppaea. Gần đây nhất, một công trình xây dựng khác - biệt thự Crassus - cũng được khai quật. Người ta tìm được cả các đồ nữ trang được gia công theo một kỹ thuật tuyệt xảo của nghề kim hoàn.
Di chỉ khảo cổ Oplontis của Tore Annunzia đã được UNESCO đưa vào danh sách di sản thế giới cùng với Pompeii và Herculaneum từ năm 1997.

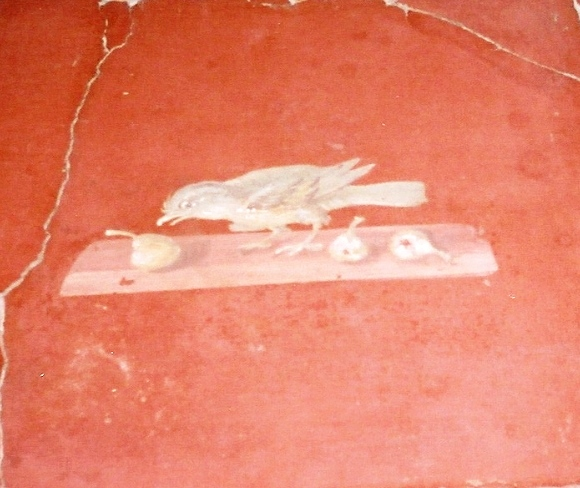
Tranh tường về di tích khảo cổ Oplontis

## Phương ngữ
Mặc dù chỉ là 1 thành phố tương đối nhỏ, chủ yếu là ngoại ô của thành phố Napoli, Torre Annunziata có phương ngữ độc đáo của riêng mình, hoàn toàn khác biệt với phương ngữ Napoli - nhất là về phát âm - được gọi là phương ngữ Torrese.

## Các nhân vật nổi tiếng
- Ernesto Cesàro (1859 - 1906), nhà toán học
- Dino De Laurentiis (1919), nhà sản xuất phim
- Luigi De Laurentiis (1917 - 1992), nhà sản xuất phim

## Bảng kê phát triển dân số
Bản mẫu:Demografia/Torre Annunziata

## Thành phố kết nghĩa
- La Ciotat, Pháp